# Centro Hospitalario Princesa Grace
El Centro Hospitalario Princesa Grace (en francés: Centre hospitalier Princesse Grace; en monegasco: Centru uspitalie̍ Principessa Grace) es un hospital localizado en el Principado de Mónaco.

## Historia
En 1818 no había hospitales o instituciones de caridad en Mónaco, hasta que el príncipe Honorato V tuvo la idea de construir un moderno hospital en la zona occidental de Mónaco, en el distrito de Les Salines. Fue Alberto I quien hizo realidad este proyecto entre los siglos XIX y XX. El hospital fue inaugurado en 1902 como Hospital de Mónaco; en esa época el hospital tenía solo 120 camas. En 1949, con la ascensión al trono de Raniero III, fue creado un servicio de pediatría: la Casa Raniero III. El gobierno refundó el Hospital en septiembre de 1958 con la inauguración de la Policlínica; el nuevo complejo hospitalario fue renombrado como Centro Hospitalario Princesa Grace, en honor de la Princesa Gracia de Mónaco, siempre comprometida con proyectos humanitarios, de solidaridad y sanidad. Casualmente, la Princesa Grace murió en el hospital como resultado de las heridas causadas por un accidente de coche en 1982. Su cuñada, la princesa Antonieta de Mónaco, falleció también allí en el año 2011. También falleció en 2020 en este centro hospitalario la hija mayor de la princesa Antonieta, Elizabeth Ann de Massy.

### Nacimientos
- Andrea Casiraghi (nacido el 8 de junio de 1984)[2][3]
- Carlota Casiraghi (nacida el 3 de agosto de 1986)[2][3]
- Pierre Casiraghi (nacido el 5 de septiembre de 1987)[2][3]
- Louis Ducruet (nacido el 26 de noviembre de 1992)[2]
- Pauline Ducruet (nacida el 4 de mayo de 1994)[2]
- Gabriela de Mónaco (nacida el 10 de diciembre de 2014)[4]
- Jaime de Mónaco (nacido el 10 de diciembre de 2014)[1]